# Helen Dannetun
Helen Marianne Dannetun, född 17 februari 1957, är en svensk fysiker från Västerås, men bodde tid i USA i barndomen.
Helen Dannetun utbildade sig till civilingenjör i teknisk fysik och elektroteknik med examen 1980 från Tekniska högskolan vid Linköpings universitet. År 1987 disputerade hon i tillämpad fysik med en avhandling om katalytiska reaktioner på metallytor. Hon blev universitetslektor 1994 och professor i fysik 2002. 
Från år 2000 till 2003 var Dannetun prefekt vid Institutionen för fysik, biologi och kemi, och valdes 2004 till dekanus för Tekniska högskolan vid Linköpings universitet. I juni 2011 utsåg regeringen henne till rektor. Helen Dannetun var 2015-2018 ordförande för Sveriges universitets- och högskoleförbund.. Den 30 juni 2020 slutade hon som rektor vid Linköpings universitet.
Dannetun är styrelseledamot i Stiftelsen för strategisk forskning och ingick i Teknikdelegationen 2008–2010. Hon invaldes 2015 som ledamot av Ingenjörsvetenskapsakademien, i dess avdelning för utbildning och forskning.

## Utmärkelser
- H. M. Konungens medalj i guld av 12:e storleken (Kon:sGM12 2021) för betydande insatser inom svenskt universitetsväsende[5]